# Petersglocke

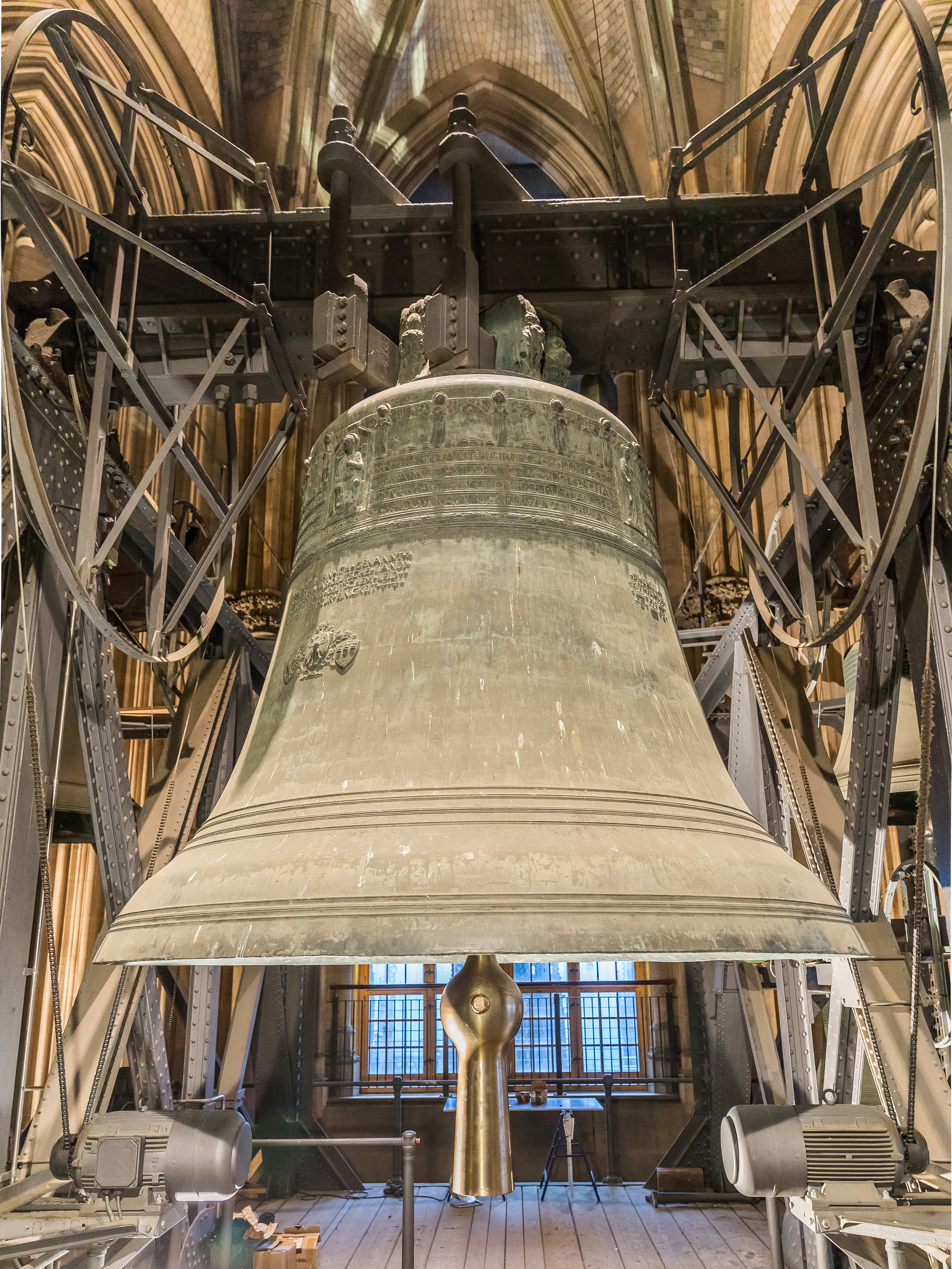
Petersglocke – Glocke 1 (2018)

Die Petersglocke (im Volksmund auf Kölsch Decke Pitter (Dicker Peter) genannt) ist die Glocke 1 des Kölner Domgeläutes. Sie wurde am 5. Mai 1923 von Glockengießermeister Heinrich Ulrich (*1876–+1924) in der Glockenstadt Apolda gegossen und hat ihr Zuhause im Glockenstuhl des Südturmes. Mit rund 24.000 Kilogramm Masse (+ Klöppel: ≈ 600 kg) und 322 cm unterem Durchmesser war sie mehr als 90 Jahre lang – bis November 2016 – die größte am geraden Joch schwingend läutende Glocke der Welt.

## Geschichte

### Vorläufer und Vorgeschichte
Vorläufer der Petersglocke war die 1875 gegossene „Kaiserglocke“ oder „Gloriosa“, die mit 27.180 kg schwerer als die Petersglocke war. Im Jahr 1918 – während des Ersten Weltkrieges – wurde sie als eines von vielen Opfern der Metallspende des deutschen Volkes eingeschmolzen, da die Glocke zur Herstellung kriegswichtigen Materials gebraucht wurde und ihr Ton nicht zum Geläute passte.
Bereits wenige Jahre nach Kriegsende kam der Wunsch nach einer neuen großen Glocke für das Domgeläut auf. Am 15. Januar 1922 baten die Kölner in einem vom damaligen Oberbürgermeister Konrad Adenauer, dem Kölner Erzbischof Kardinal Schulte und weiteren prominenten Kölner Bürgern unterzeichneten Schreiben an Reichskanzler Constantin Fehrenbach um kostenlose Überlassung des Materials für eine neue Glocke.
Anfangs wollte die neue große Glocke niemand gießen; zahlreiche Glockengießer aus ganz Europa lehnten den Auftrag ab, weil das Risiko zu groß schien. Der Fall der misslungenen „Kaiserglocke“ war in guter Erinnerung. Schließlich erklärte sich am 31. März 1922, nach Aufforderung durch das Metropolitankapitel des Domes, der Glockengießermeister Heinrich Ulrich (1876–1924) aus Apolda in Thüringen bereit, den Auftrag anzunehmen.

### Finanzierung und Guss

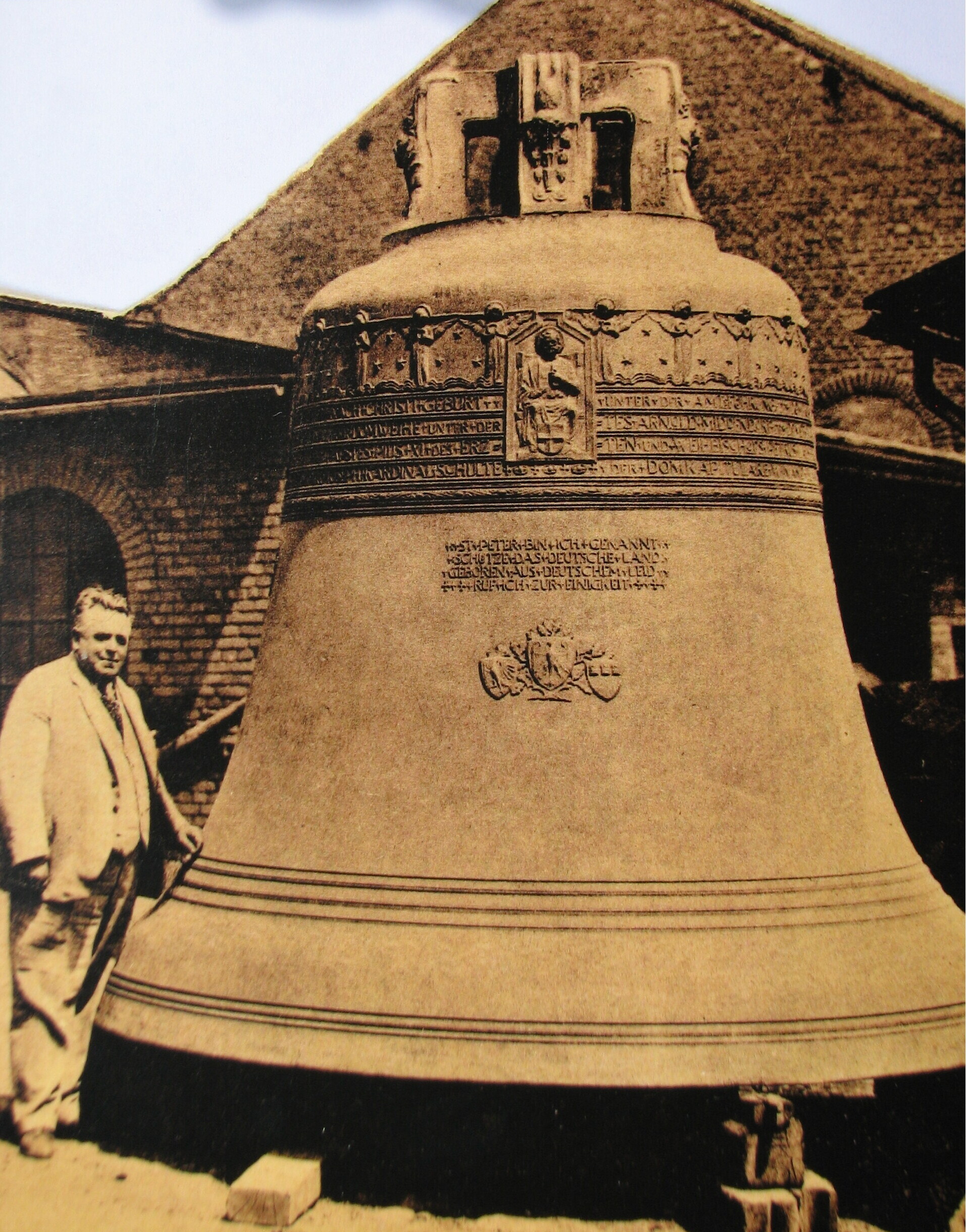
Die Petersglocke für den Dom zu Köln in der Glockengießerei Ulrich in Apolda, links ihr „Vater“ Glockengießermeister Heinrich Ulrich (1923)

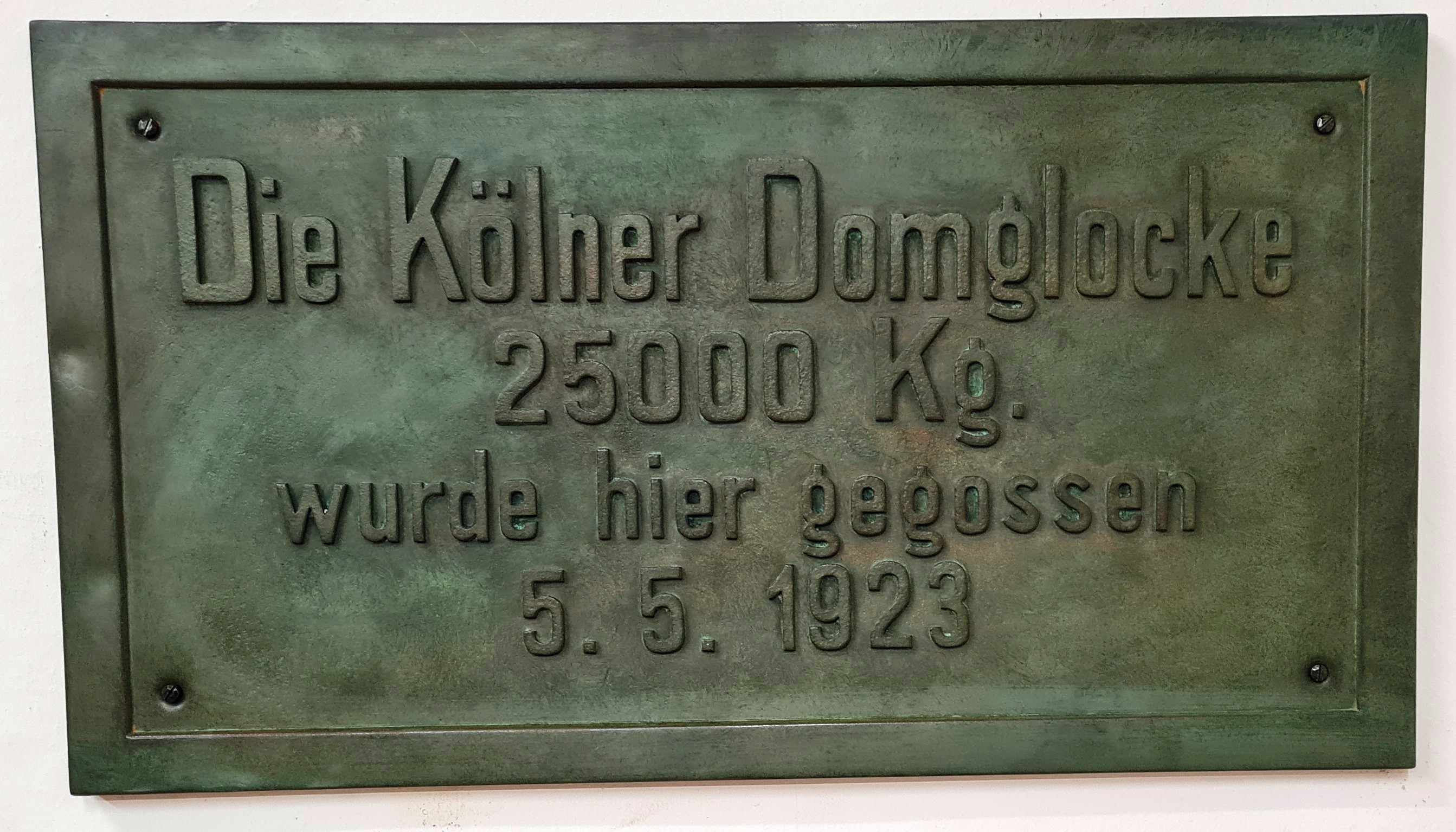
Tafel zum Glockenguss, ehemals am Wohnhaus von Heinrich Ulrich in Apolda

Der Guss der Glocke wurde zusätzlich dadurch erschwert, dass er in die Zeit der galoppierenden Inflation fiel. Schon bei Auftragserteilung im März 1922 wurden die Gesamtkosten auf 60 Millionen Mark veranschlagt, die teils durch die preußische Regierung, teils durch private Spenden aufgebracht wurden. In den folgenden Monaten warf die immer schnellere Geldentwertung alle Kalkulationen über den Haufen. Schließlich verlangte Ulrich, um sich finanziell abzusichern, eine zusätzliche Zahlung in Höhe von 5000 US-Dollar. Wohlhabende Kölner spendeten den Betrag.
Ulrich überwachte selbst alle Vorbereitungen und nahm seine erfahrensten Mitarbeiter zu Hilfe. Auch sein Neffe Karl Czudnochowsky war am Guss beteiligt. Die Apoldaer Volkszeitung von 1922 berichtete von einem (nicht erhaltenen) Film, der die Arbeiten an der Glocke von Anfang bis Ende festhalten sollte.
Da der Ulrich’sche Gießofen die Metallmenge nicht fassen konnte, musste eigens ein zweiter Schmelzofen gebaut werden. Bei den Vorbereitungen zum Guss wurden rund 30 Festmeter Fichtenholz verfeuert, um den Fluss des Metalls zu sichern. Am Abend des 5. Mai 1923 stieß der Meister den Zapfen aus, und der Bronzestrom floss aus beiden Öfen – mit der Stoppuhr festgestellt – in 9 Minuten und 32 Sekunden in die Gussform, bis sie gefüllt war. Der Guss gelang. Heinrich Ulrich hatte mit der genauen Umrechnung der Rippe der Erfurter „Gloriosa“ auf die viel größere Petersglocke die gewünschten Klangeigenschaften erreicht.
Der Glockengießermeister erlebte die Einweihung seiner größten Meisterleistung nicht mehr; er starb zuvor am 12. Februar 1924 an einer schweren Grippe.

### Transport, Empfang und Aufzug
Infolge der Besetzung des Ruhrgebietes durch französische Truppen verzögerte sich die Überführung der Glocke, weil die Auftraggeber deren Beschlagnahme als Reparationsgut befürchteten. Sie war daher anderthalb Jahre lang in der Gießerei am Katharinenweg aufgestellt und viele Besucher aus Apolda und den umliegenden Orten kamen, um sie zu besichtigen.
Im November 1924 wurde die Petersglocke auf dem Schienenweg nach Köln transportiert. Am Morgen des 10. November begann unter Mithilfe von insgesamt drei Lokomobilen der Firma Benz-Mannheim der Transport der Glocke vom Katharinenweg zum Bahnhof, eine Strecke von 1,2 km, allerdings mit Steigungen und Gefälle. Am abschüssigen Katharinenweg waren vermutlich zwei Lokomobile gleichzeitig im Einsatz: eines vor der Glocke und eines dahinter zum Bremsen. Die Glocke selbst ruhte auf einem Schlitten, vor den permanent Rundhölzer gelegt wurden, über die der Schlitten rollte. Um 12 Uhr mittags wurde eine Pause eingelegt, um die Zugmaschinen mit Wasser zu versorgen. In der Nacht zum 11. November war die Glocke am „Thüringer Hof“ abgestellt, am Vormittag des nächsten Tages erfolgte der Transport bis zum Bahnhof. Dort wurde die Glocke über eine Rampe mit Hilfe der Lokomobile auf einen Spezialwaggon der Reichsbahn gezogen. Die Abfahrt erfolgte am 12. November gegen 13:30 Uhr. Über diesen Transport existiert ein Dokumentarfilm. Noch heute sind Bilder, Dokumente sowie die Ulrich-Gedenktafel über den Guss und den Transport im Glockenmuseum in Apolda zu besichtigen.
Die Glocke traf nach einem zweitägigen Bahntransport am 14. November im Kölner Rheinauhafen ein. Mit Hilfe des „alten Herkules“, eines heute unter Denkmalschutz stehenden Schwimmkrans, wurde sie vom Waggon auf einen Tieflader gehoben. Das letzte Wegstück vom Hafen bis zum Dom wurde am 24. November zurückgelegt. Tausende Menschen begleiteten die geschmückte Glocke, unter feierlichem Geläut der benachbarten Kirchen, zum Dom, wo sie vom Domgeläut begrüßt wurde. Die Petersglocke wurde am 30. November 1924 vor circa 20.000 Menschen von Erzbischof Karl Joseph Kardinal Schulte geweiht. Um seine Ansprache der Menschenmenge verständlich zu machen, wurden erstmals Lautsprecher eingesetzt. Die Glocke war mit grünem Buchsbaum, roten und weißen Rosen sowie Kränzen mit Schleifen in den päpstlichen Farben geschmückt.
Da die 3,20 Meter hohe und 3,22 Meter breite Glocke nicht durch die 1,84 Meter breiten Türen passte, musste der Mittelpfeiler des Hauptportals mit der Statue der Maria ausgebaut werden. Der anschließende Transport in den Glockenstuhl in 53 Metern Höhe mittels Handwinden dauerte mehrere Wochen. Der Stuhl hatte zuvor verstärkt werden müssen, um der Belastung standhalten zu können. Die Glocke sollte das erste Mal am Heiligabend 1924 zu hören sein. Doch ein technischer Fehler sorgte dafür, dass nach langem Vorschwingen lediglich drei Schläge ertönten. Dann riss das Seil der Läutemaschine, und die Glocke verstummte. Erst am 28. Oktober 1925 um 12 Uhr, zehn Monate später, ertönte sie zum ersten Mal wieder in der Domstadt.

### Beschädigung und Reparatur in den 1950er-Jahren

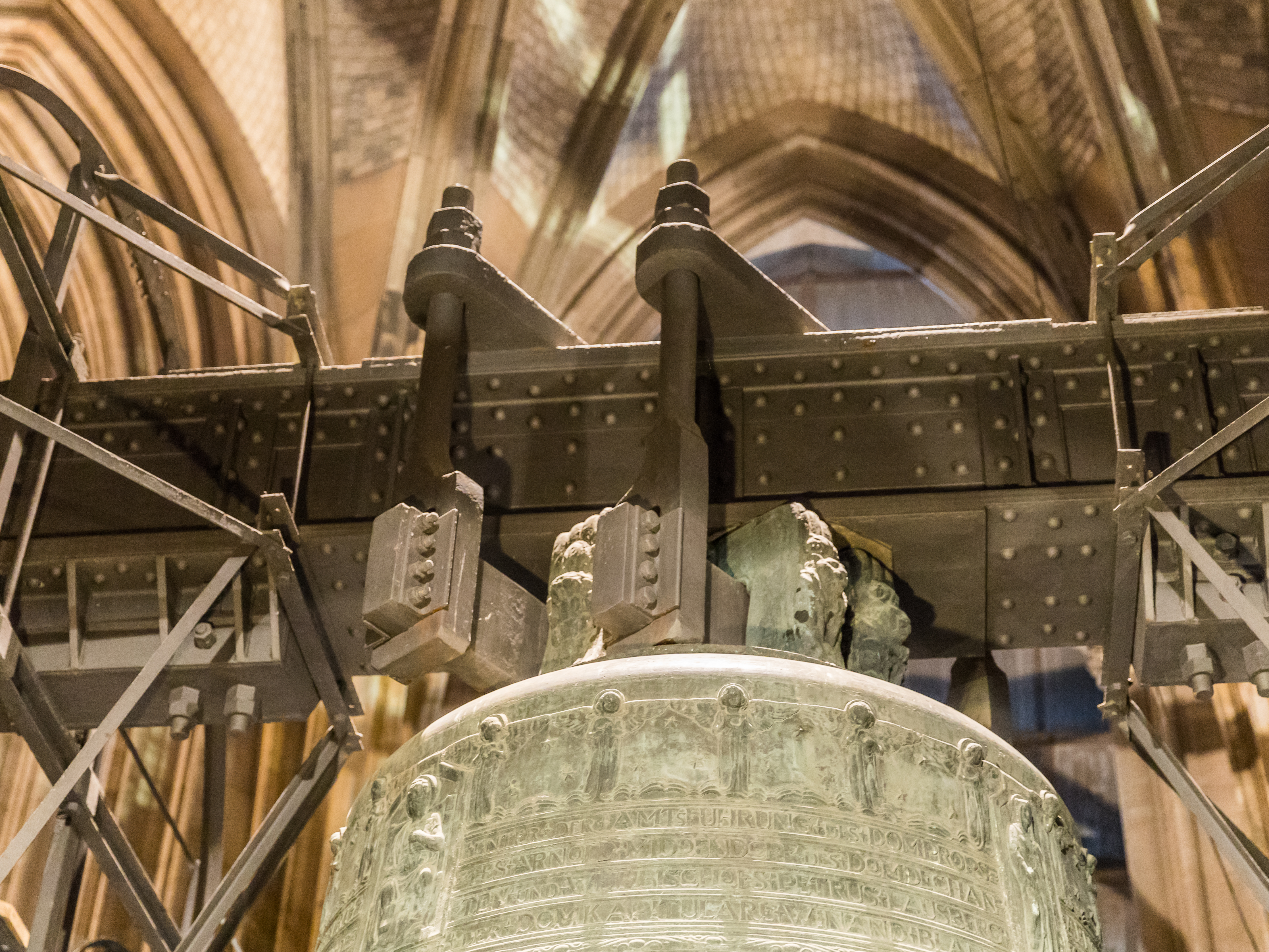
Die um 20° gedrehte Aufhängung

Im Jahre 1951 bekam die Petersglocke einen 110 cm langen Riss, der 1956 vor Ort durch autogenes Schweißen am Schlagring von Lachenmeyer, einem Spezialbetrieb aus Nördlingen, repariert wurde. Die Glocke erhielt einen leichteren Klöppel (ca. 800 kg). Seitdem ist sie um 20° gedreht aufgehängt, damit der Klöppel nicht gegen die reparierte Stelle schlägt.
Nachdem es immer wieder Probleme mit Aussetzern und Prellschlägen gab, installierte man 1984 Lichtschranken, die die Antriebe beim Erreichen des maximalen der Glocke zumutbaren Läutewinkels abschalten.

### Klöppelbruch 2011

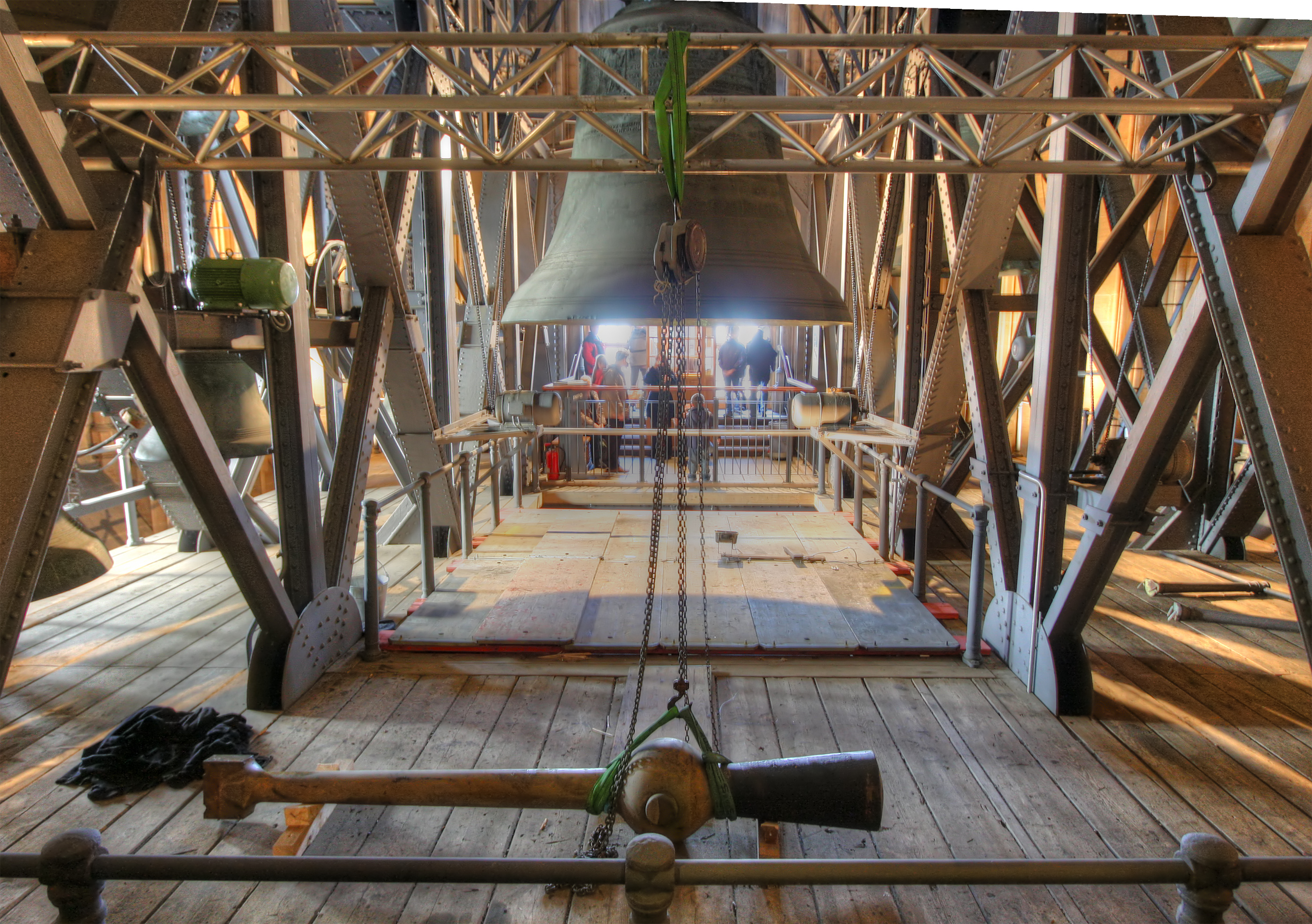
Petersglocke mit abgebrochenem Klöppel

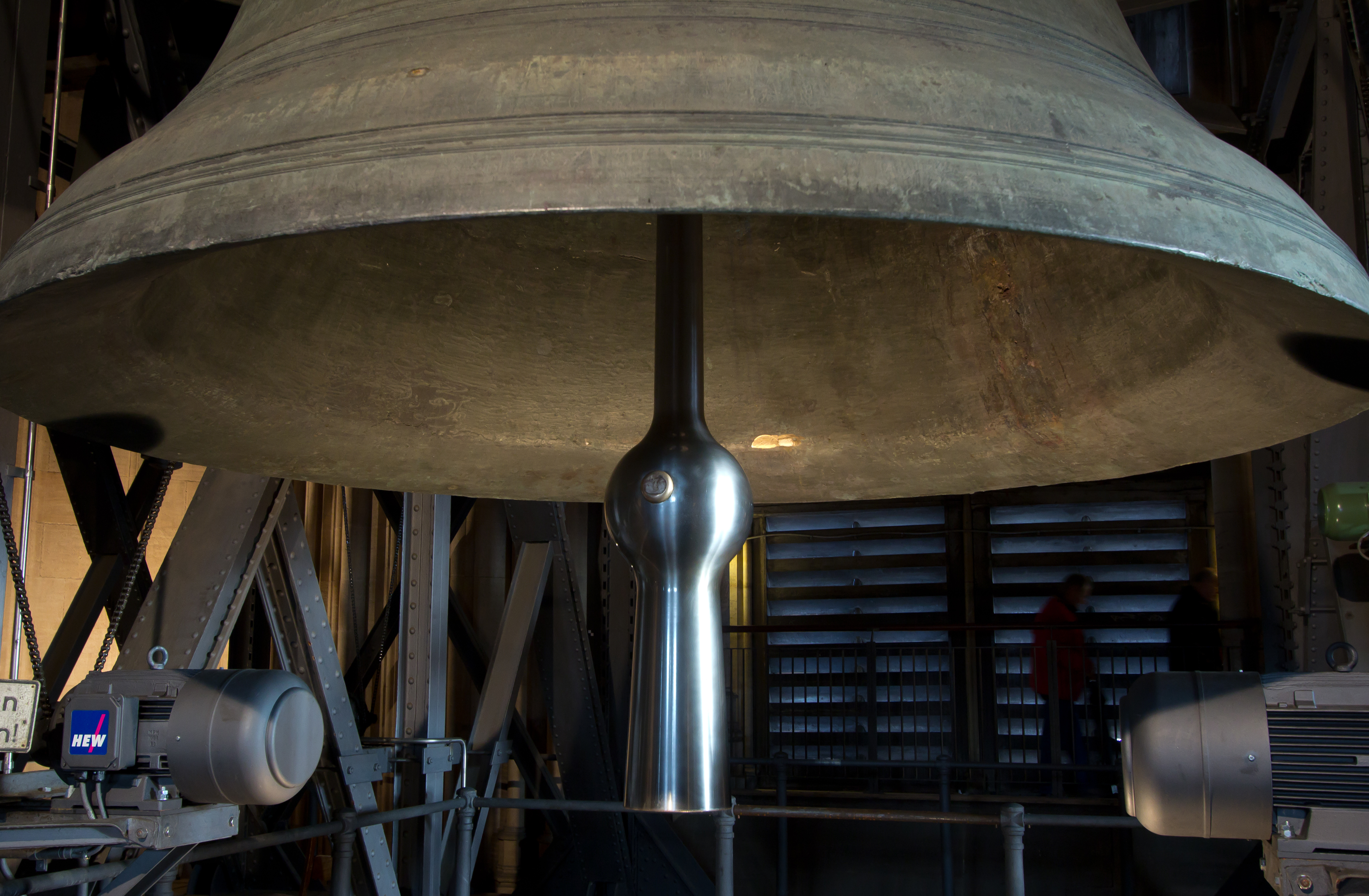
Glocke mit neuem Klöppel und neuen Läutemotoren, ein Jahr später. Deutlich ist der geschweißte Riss von 1951 zu sehen.

Am 6. Januar 2011 um 9:35 Uhr riss der Klöppel beim Läuten der Petersglocke vor dem Hochamt. Er brach an der Stelle, an der er aus den zwei ihn stützenden Laschen austrat und an der sein Querschnitt durch zwei Bohrungen für Schrauben geschwächt war. Er fiel auf die Wartungsebene des Glockenstuhls, wo er zwei Holzdielen zerschlug und ein Sicherungsgeländer umriss. Die Erschütterung durch den Aufschlag des Klöppels wurde von den vier Erdbeben-Messstationen im Dom registriert, die von der Erdbebenstation Bensberg betrieben werden. Während das Geläut vom Dreikönigstag 2011 die Domtürme um etwa 0,2 mm hin- und herschwanken ließ, erzeugte der Aufprall des Klöppels eine 2,5-fache Amplitude. Das Krachen des aufschlagenden Klöppels war auf der Domplatte deutlich hörbar. Als Ursache des Bruches wurde zunächst eine Materialermüdung vermutet.
Genauere Untersuchungen im Europäischen Kompetenzzentrum für Glocken in der Hochschule Kempten (Allgäu) ergaben, dass beim Einbau dieses Klöppels in den 1950er-Jahren unsachgemäß mit einem Schneidbrenner an den Aufhängungen in der Glocke hantiert worden war. Das hatte einen einseitig erhöhten Verschleiß zur Folge, der letztlich zum Bruch des Klöppels führte. Ein Mitarbeiter des Kompetenzzentrums bezeichnete den Bruch als „Segen“ für den dicken Pitter, da dieser Klöppel die Glocke sonst in wenigen Jahren durch Überbeanspruchung unbrauchbar gemacht hätte. Der 800 kg schwere Klöppel war nicht mehr zu reparieren und wurde durch eine Neuanfertigung ersetzt. Im Oktober 2011 wurde in der Klöppelschmiede Edelstahl Rosswag aus Pfinztal mit den Schmiedearbeiten für den neuen Klöppel begonnen. Der neue Klöppel wiegt etwa 600 kg und ist 3,20 m lang. Er ist eine Spende der Gesellschafter der Schmiede und der Edelstahlhütte Boschgotthardshütte aus Siegen. Der neue Klöppel wurde am 2. Dezember 2011 in die Glockenstube hochgezogen und die Glocke am 6. Dezember erstmals wieder geläutet.
Mit dem Einbau des neuen Klöppels ging ein Austausch der beiden Antriebsmotoren einher. Die neuen, speziell für die Petersglocke mit dem leichteren Klöppel adaptierten Motoren leisten je 6 kW und laufen mit nur noch 500 Umdrehungen in der Minute, statt vorher mit 750. Dadurch zerren sie beim Einschalten des Stroms weniger ungestüm an den Antriebsketten.

### Austausch der Klöppelaufhängung 2017/18
Im April 2017 wurde der Klöppel demontiert, um eine neue Aufhängung anzufertigen. Grund war ein zu harter, ungleichmäßiger Anschlag. Die Grundlage für dieses Problem entstand bereits beim Guss 1923, als das Loch für die Klöppelaufhängung, das genau in der Mitte der Haube sein sollte, etwas außermittig geriet. Der Klöppel hing dadurch nicht exakt in der Mitte der Glocke, was zu einem ungleichmäßigen Anschlag bis hin zu Aussetzern führte. Mit einer neuen Stahlkonstruktion unter der Haube wurde eine Justiermöglichkeit geschaffen, um den Klöppel trotz des leicht versetzt positionierten Lochs genau mittig zu platzieren. Festgestellt wurde dieser Fehler, der nach Angaben der Dombauhütte nicht im Zusammenhang mit den Vorfällen von 2011 steht, bei einer Untersuchung im Jahr 2016, in deren Zuge ein musikalischer Fingerabdruck genommen wurde. Durch einen weicheren Anschlag soll das Material geschont und ein besserer Klang erzielt werden. Die Glocke wurde am Fest Allerheiligen, dem 1. November 2018, erstmals wieder geläutet.

## Daten

### Musikalisches
Alle Tonangaben in 16teln. V = Vertreter.
| Nominal (Schlagton) | Nebenschlagton | Unterton | Prim  | Terz   | Quint-V | Abklingdauer (Unterton) | Abklingverlauf |
| ------------------- | -------------- | -------- | ----- | ------ | ------- | ----------------------- | -------------- |
| c0 −5               | e0 −2          | C −8     | c0 −2 | es0 +3 | ges0 +2 | 170 Sekunden            | schwebend      |

### Technisches
| Gewicht   | Unterer Durchmesser | Schlagringstärke | Rippenkonstruktion | Aufhängung        |
| --------- | ------------------- | ---------------- | ------------------ | ----------------- |
| 24.000 kg | 3220 mm             | 227 mm           | schwer             | Stahljoch, gerade |

### Inschrift
[Relief des Hl. Gereon]

◊ IM ◊ JAHRE ◊ 1922 ◊ NACH ◊ CHRISTI ◊ GEBURT ◊◊

◊ 600 ◊ JAHRE ◊ NACH ◊ DER ◊ DOMWEIHE ◊ UNTER ◊ DER

◊ REGIERUNG ◊ DES ◊ PAPSTES ◊ PIUS ◊ XI ◊ DES ◊ ERZ=

=BISCHOFS ◊ KARL ◊ JOSEPH ◊ KARDINAL ◊ SCHULTE ◊
[Petrusrelief]

◊ UNTER ◊ DER ◊ AMTSFÜHRUNG ◊ DES ◊ DOMPROPS=

=TES ◊ ARNOLD ◊ MIDDENDORF ◊◊ DES ◊ DOMDECHAN=

=TEN ◊ UND ◊ WEIHBISCHOFS ◊ PETRUS ◊ LAUSBERG ◊

◊ DER ◊ DOMKAPITULARE ◊ WINAND ◊ BLANK::
[Relief der Hl. Ursula]

ARNOLD ◊ STEFFENS ◊◊ JOSEPH ◊ ROMUNDE ◊◊ KARL:

: COHEN ◊◊ JOSEPH ◊ VOGT ◊◊ ADOLF ◊ OTT ◊◊ FRIEDRICH

: GRAF ◊ SPEE ◊◊ OTTO ◊ PASCHEN ◊◊ CHRISTIAN::

: BERRENRATH ◊◊ JOSEPH ◊ STOFFELS ◊◊ WURDE
[Relief des Christus]

◊ ICH ◊ ZU ◊ APOLDA ◊ VOM ◊ MEISTER ◊ HEINR. ◊ ULRICH ◊

◊ GEGOSSEN ◊◊ DIE ◊ MITTEL ◊ GABEN ◊ DAS ◊ DEUT=

=SCHE ◊ REICH ◊◊ DER ◊ PREUSSISCHE ◊ STAAT ◊ UND ◊:

◊ VATERLÄNDISCH ◊ GESINNTE ◊ BÜRGER ◊ KÖLNS
[Relief des Hl. Gereon]

(auf der Flanke)

◊◊ O ◊ KÖNIG ◊ DER ◊ HERRLICHKEIT ◊◊

◊ KOMM ◊ CHRISTUS ◊ MIT ◊ FRIEDEN ◊◊

(unter dem Christusbild)

◊ ST ◊ GEREON ◊

◊ BITT ◊ FÜR ◊ UNS ◊

◊ (Krone) ◊ M ◊ (Krone) ◊

◊ C ◊ (Krone) ◊ B ◊

(unter St. Gereon)

◊ ST ◊ URSULA ◊

◊ BITT ◊ FÜR ◊ UNS ◊

◊ (Krone) ◊ M ◊ (Krone) ◊

◊ C ◊ (Krone) ◊ B ◊
[unter dem Relief der Hl. Ursula]

◊: ST ◊ PETER ◊ BIN ◊ ICH ◊ GENANNT ◊:◊

◊: SCHÜTZE ◊ DAS ◊ DEUTSCHE ◊ LAND:◊

◊ GEBOREN ◊ AUS ◊ DEUTSCHEM ◊ LEID ◊◊

† ◊ † ◊ RUF ◊ ICH ◊ ZUR ◊ EINIGKEIT ◊ † ◊ †
 (†) und Rosetten (hier: ◊) dienen als Wort- und Verstrennungszeichen.
Die Petersglocke erweckte indessen nach dem zeitgenössischen Bericht eines Katholiken, der mit „Canonicus“ unterzeichnete (17. Mai 1923), heftige Debatten. Man hatte vergessen, auf der Glocke zu vermerken, dass vorwiegend die katholische Gemeinde für den Guss gespendet hatte.

„Hier in Köln hätte man füglich die katholischen Bewohner fragen dürfen, ob sie eine solche Glocke mit solchen Inschriften haben wollten, denn aus dem letzten Satz der Aufschrift geht hervor, dass nur Kölner Bürger beigesteuert haben, die in Preußen ihr Vaterland erblicken. Ich weiß nicht, ob es auch anderen so geht, aber für mich ist es kein angenehmes Gefühl, wenn ich im Dom meine Andacht verrichte zu wissen, dass sich in Verbindung mit ihr ein Reklamestück für das Preußentum befindet.“

### Läuteordnung

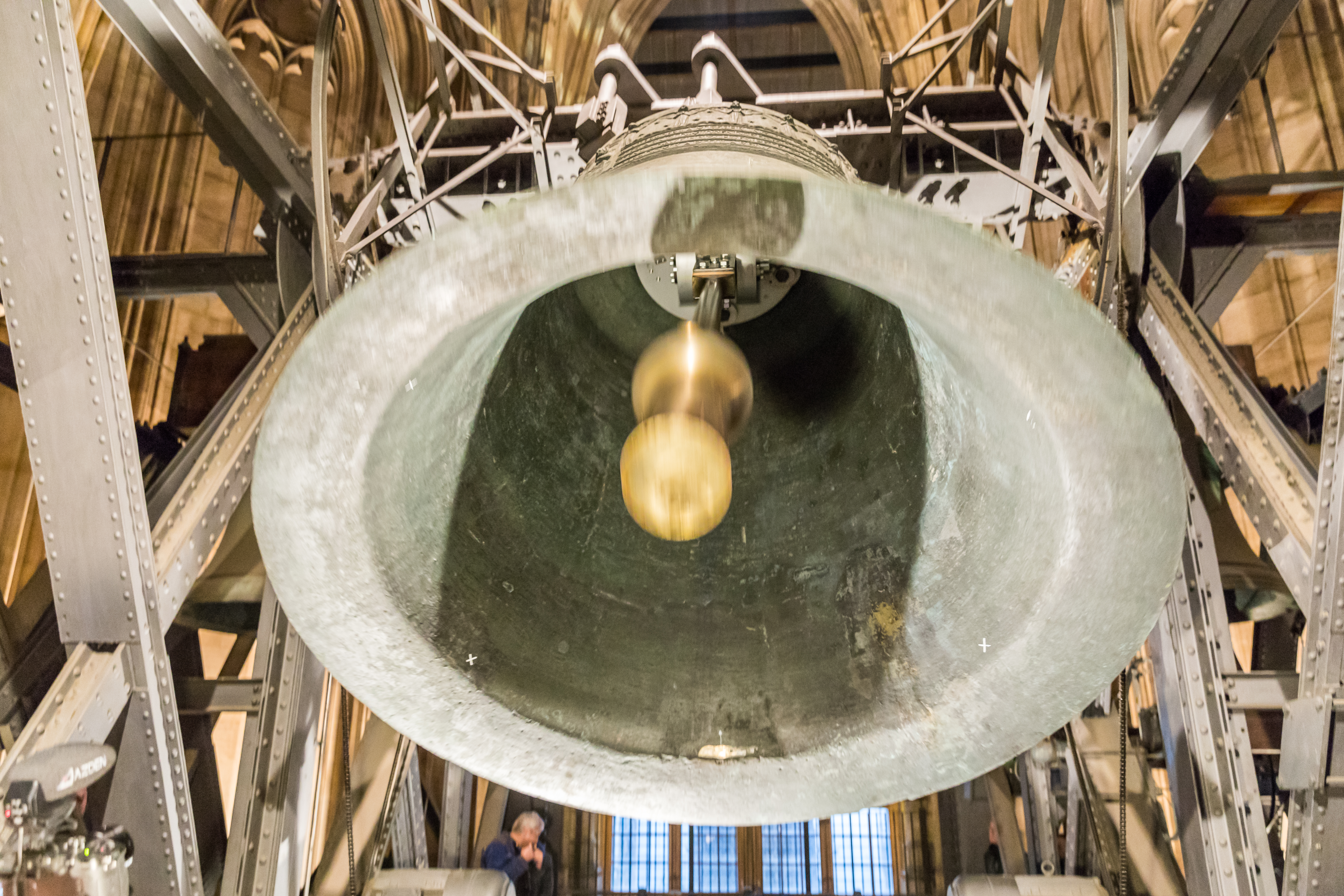
Petersglocke läutend

Die Petersglocke wird nur zu besonderen Anlässen und an hohen kirchlichen Feiertagen geläutet. Die Wahl oder der Tod eines Erzbischofs von Köln oder eines Papstes sowie die Investitur des Erzbischofs zählen dazu. Alle Glocken des Domes läuteten am Abend des 28. März 1936 einen sogenannten „Friedensappell“ Hitlers ein, den dieser anlässlich der Reichstagswahlen aus Köln vortrug. Ebenso verkündete die Petersglocke über den Ruinen der Stadt Köln 1945 das Ende des Zweiten Weltkrieges sowie im Jahr 1990 die Wiedervereinigung Deutschlands.
In der Regel läutet die Petersglocke fünf Minuten solistisch vor und die übrigen Glocken (der allgemeinen Läuteordnung entsprechend) schließen sich an. An Heiligabend läutet die Petersglocke nach dem fünfminütigen Vorläuten für weitere fünf Minuten im Duett mit der Pretiosa, bevor die kleineren Domglocken einsetzen. Nicht immer werden alle Glocken zusammen geläutet. Je nach Art des Hochfestes variiert die Anzahl der Glocken, die gemeinsam mit der Petersglocke geläutet werden.
| Datum/Tag                                               | Uhrzeit     | Anlass                                                                                             |
| ------------------------------------------------------- | ----------- | -------------------------------------------------------------------------------------------------- |
| 7. Dezember                                             | 20:00       | Einläuten des Hochfestes Mariä Empfängnis                                                          |
| 8. Dezember                                             | 18:10       | Hochfest Mariä Empfängnis (Wenn der 8. Dezember ein Sonntag ist, wird am 9. Dezember nachgefeiert) |
| 24. Dezember                                            | 19:20       | Einläuten des Hochfestes der Geburt des Herrn am Hl. Abend                                         |
| 24. Dezember                                            | 23:10       | Christmette am Hl. Abend                                                                           |
| 25. Dezember                                            | 09:40       | Hochfest der Geburt des Herrn                                                                      |
| 5. Januar                                               | 20:00       | Einläuten des Hochfestes der Erscheinung des Herrn                                                 |
| 6. Januar                                               | 09:40       | Hochfest der Erscheinung des Herrn                                                                 |
| Karsamstag                                              |             | Ostergloria in der Osternacht                                                                      |
| Ostersonntag                                            | 09:40       | Hochfest der Auferstehung des Herrn                                                                |
| Vorabend Christi Himmelfahrt                            | 20:00       | Einläuten des Hochfestes Christi Himmelfahrt                                                       |
| Christi Himmelfahrt                                     | 09:40       | Hochfest Christi Himmelfahrt                                                                       |
| Vorabend Pfingsten                                      | 20:00       | Einläuten des Hochfestes Pfingsten                                                                 |
| Pfingstsonntag                                          | 09:40       | Hochfest Pfingsten                                                                                 |
| Fronleichnam                                            |             | Hochfest Fronleichnam (zur Prozession)                                                             |
| 28. Juni                                                | 20:00       | Einläuten des Hoch- und Patronatsfestes Hll. Peter und Paul                                        |
| 29. Juni                                                | 09:40/18:10 | Hoch- bzw. Patronatsfest Hll. Peter und Paul (09:40 sonntags, 18:10 montags–samstags)              |
| 26. September                                           | 20:00       | Einläuten des Weihetages der Hohen Domkirche                                                       |
| 27. September                                           | 09:40/18:10 | Weihetag der Hohen Domkirche (09:40 sonntags, 18:10 montags–samstags)                              |
| Beim Tod des Papstes, des Erzbischofs                   | 30 Minuten  | |
| Täglich bis zur Beisetzung des Papstes, des Erzbischofs | 12:00–12:15 | |

## Varia

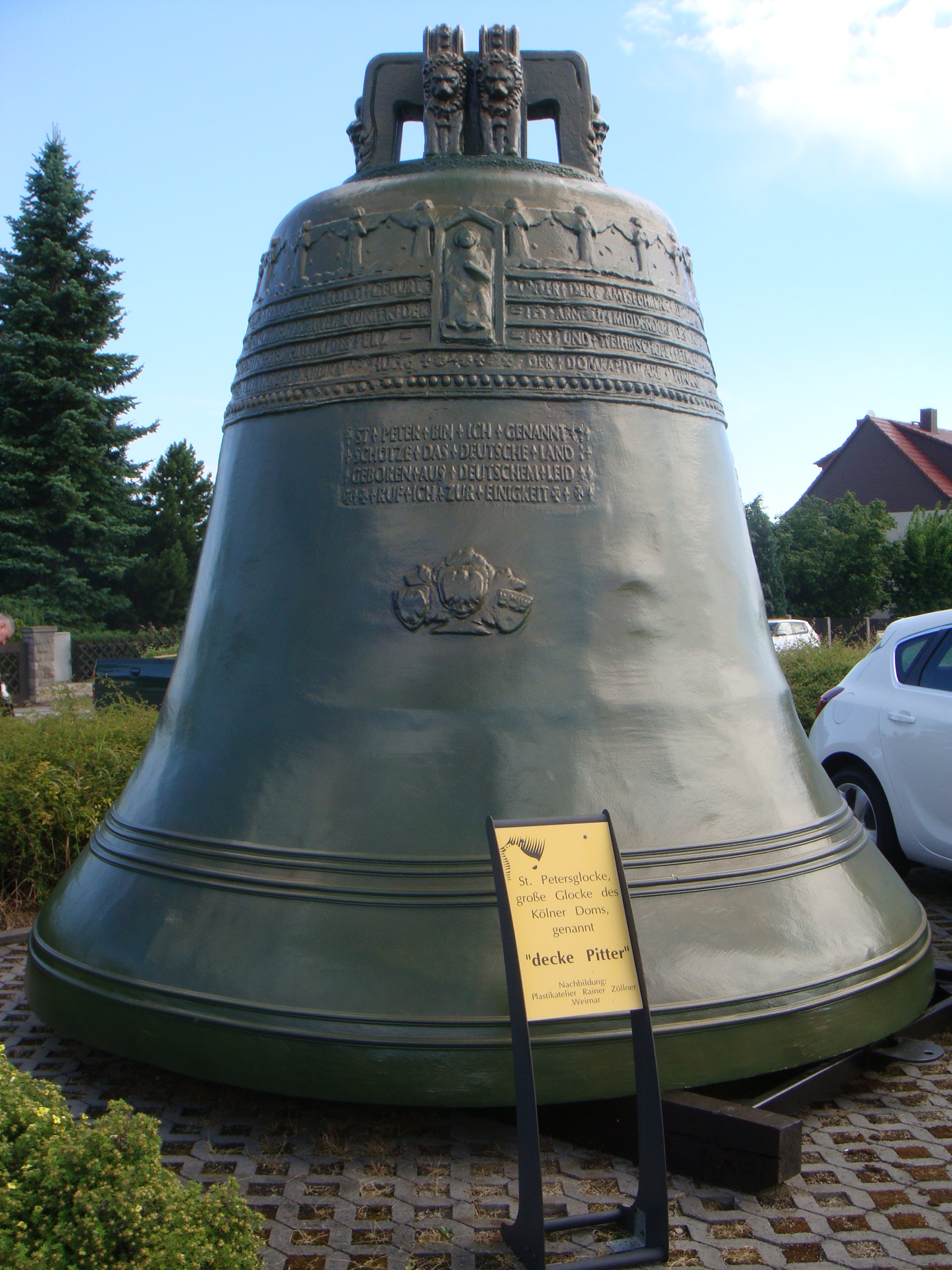
Nachbildung vor einem Autohaus in Apolda

- Im November 2016 goss die österreichische Glockengießerei Grassmayr eine noch schwerere Glocke für die Kathedrale der Erlösung des Volkes in Bukarest.[38]
- Eine Replik in Originalgröße aus Kunststoff steht in Apolda, der Entstehungsstadt des Dicken Pitter, vor einem Autohaus in der Erfurter Straße,[39] eine zweite im Hof des dortigen Schlosses.[40]
- Vom 5. bis 7. Mai 2023 fand anlässlich des 100. Jubiläums des Gusses der Petersglocke ein Glockenfest in Apolda statt.[7]